# VM i bandy 2014
Verdensmesterskabet i bandy 2014 var det 34. VM i bandy gennem tiden, og mesterskabet blev arrangeret af Federation of International Bandy. Turneringen afvikledes i Irkutsk og Sjelekhov, Rusland i perioden 26. januar - 2. februar 2014 og havde deltagelse af 17 hold, hvilket er ny rekord. Den tidligere rekord lød på 14 hold, og stammede fra VM-turneringerne i 2010 og 2012. De 17 hold er opdelt i en A-turnering med otte hold og en B-turnering med ni hold.
Mesterskabet blev vundet af Rusland, som dermed sikrede sig VM-titlen for ottende gang (22. gang i alt hvis Sovjetunionens VM-titler medregnes). I finalen besejrede værtslandet rivalerne fra Sverige med 3-2, og russernes Jevgenij Ivanusjkins mål til 3-2 i finalens 67. minut viste sig at blive afgørende. Bronzemedaljerne blev vundet af Kasakhstan, som i bronzekampen besejrede Finland med 5-3 efter at have været bagud med 0-2 ved pausen.
B-VM blev vundet af Letland, som besejrede Estland i finalen med 8-1. Tyskland og Somalia deltog for første gang ved VM i bandy. Det somaliske hold bestod udelukkende af spillere bosat i Sverige, og det eksotiske indslag tiltrak de klart højeste tilskuertal ved B-VM, selvom holdet sluttede sidst uden at have været i nærheden af at vinde nogen af sine kampe.

## Spillesteder
- Stadion Trud
Irkutsk
Kapacitet: 16.500[1]
- Stadion Rekord
Irkutsk
Kapacitet: 5.300[2]
- Stadion Zenit
Irkutsk
Kapacitet: 4.000
- Stadion Stroitel
Sjelekhov
Kapacitet: 4.000

## Resultater

### A-VM
A-VM havde deltagelse af de otte bedst rangerede hold ved VM i bandy 2013: Rusland, Sverige, Kasakhstan, Finland, Norge, USA, Hviderusland og Canada. De otte hold var opdelt i to puljer med fire hold i hver. Puljerne var opdelt i henhold til holdenes placering ved seneste VM, således at de fire højst rangerede hold var placeret i pulje A, mens de fire lavest rangerede hold spillede i pulje B. Begge puljer spillede en enkeltturnering alle-mod-alle, hvorefter alle otte hold gik videre til kvartfinalerne. I kvartfinalerne spiller nr. 1 fra pulje A mod nr. 4 fra pulje B, nr. 2 fra pulje A mod nr. 3 fra pulje B, nr. 3 fra pulje A mod nr. 2 fra pulje B og nr. 4 fra pulje A mod nr. 1 fra pulje B.

#### Indledende runde

##### Pulje A
| Dato  | Tid   | Kamp                 | Res.    | Pause | Tilsk. | Spillested   |
| ----- | ----- | -------------------- | ------- | ----- | ------ | ------------ |
| 26.1. | 15:00 | Rusland – Kasakhstan | 10–10   | 3–0   | 10.000 | Stadion Trud |
| 26.1. | 20:00 | Sverige – Finland    | 19–10   | 3–0   | 8.500  | Stadion Trud |
| 27.1. | 16:00 | Finland – Rusland    | 2–7     | 1–3   | 3.000  | Stadion Trud |
| 27.1. | 20:00 | Kasakhstan – Sverige | 112–110 | 0–6   | 1.500  | Stadion Trud |
| 29.1. | 16:00 | Kasakhstan – Finland | 7–3     | 2–2   | 1.000  | Stadion Trud |
| 29.1. | 20:00 | Rusland – Sverige    | [0]2–2  | 1–1   | 8.500  | Stadion Trud |

| Hold       | Kampe | Mål   | Point |
| ---------- | ----- | ----- | ----- |
| Rusland    | 3     | 19–51 | 5     |
| Sverige    | 3     | 22–50 | 5     |
| Kasakhstan | 3     | 10–24 | 2     |
| Finland    | 3     | 06–23 | 0     |

##### Pulje B
| Dato  | Tid   | Kamp                  | Res.   | Pause   | Tilsk. | Spillested       |
| ----- | ----- | --------------------- | ------ | ------- | ------ | ---------------- |
| 26.1. | 15:00 | USA – Hviderusland    | 7–4    | 1–3     | 500    | Stadion Zenit    |
| 26.1. | 15:00 | Norge – Canada        | 12–31  | 6–2     | 1.000  | Stadion Stroitel |
| 27.1. | 12:00 | Canada – USA          | 1–7    | 1–4     | 300    | Stadion Trud     |
| 27.1. | 13:00 | Hviderusland – Norge  | 01–23  | 110–110 | 500    | Stadion Zenit    |
| 29.1. | 12:00 | USA – Norge           | [0]5–5 | 2–1     | 200    | Stadion Trud     |
| 29.1. | 13:00 | Canada – Hviderusland | 3–8    | 0–4     | 150    | Stadion Stroitel |

| Hold         | Kampe | Mål   | Point |
| ------------ | ----- | ----- | ----- |
| Norge        | 3     | 40–90 | 5     |
| USA          | 3     | 19–10 | 5     |
| Hviderusland | 3     | 13–33 | 2     |
| Canada       | 3     | 07–27 | 0     |

#### Placerings- og finalekampe

##### Finalekampe
| Dato         | Tid   | Kamp                   | Res.    | Pause  | Tilsk. | Spillested       |
| ------------ | ----- | ---------------------- | ------- | ------ | ------ | ---------------- |
| Kvartfinaler |       |                        |         |        |        |                  |
| 30.1.        | 13:00 | Norge – Finland        | 2–9     | 1–6    | 250    | Stadion Zenit    |
| 30.1.        | 13:00 | USA – Kasakhstan       | 13–11   | [0]2–8 | 300    | Stadion Stroitel |
| 30.1.        | 15:00 | Sverige – Hviderusland | 33–50   | 16–21  | 300    | Stadion Trud     |
| 30.1.        | 19:00 | Rusland – Canada       | 122–100 | 12–00  | 500    | Stadion Trud     |
| Semifinaler  |       |                        |         |        |        |                  |
| 1.2.         | 16:00 | Finland – Rusland      | 1–3     | 10–10  | 3.000  | Stadion Trud     |
| 1.2.         | 20:00 | Sverige – Kasakhstan   | 4–3     | 4–2    | 1.500  | Stadion Trud     |
| Bronzekamp   |       |                        |         |        |        |                  |
| 2.2.         | 10:00 | Finland – Kasakhstan   | 3–5     | 2–0    | 1.000  | Stadion Trud     |
| Finale       |       |                        |         |        |        |                  |
| 2.2.         | 14:00 | Rusland – Sverige      | 3–2     | 2–1    | 15.000 | Stadion Trud     |

##### Kampe om 5.- til 8.-pladsen
| Dato               | Tid   | Kamp                  | Res. | Pause | Tilsk. | Spillested       |
| ------------------ | ----- | --------------------- | ---- | ----- | ------ | ---------------- |
| Semifinaler        |       |                       |      |       |        |                  |
| 1.2.               | 12:30 | USA – Hviderusland    | 3–2  | 1–1   | 500    | Stadion Zenit    |
| 1.2.               | 13:00 | Norge – Canada        | 7–1  | 5–0   | 200    | Stadion Stroitel |
| Kamp om 7.-pladsen |       |                       |      |       |        |                  |
| 2.2.               | 11:00 | Hviderusland – Canada | 7–5  | 2–3   | 100    | Stadion Stroitel |
| Kamp om 5.-pladsen |       |                       |      |       |        |                  |
| 2.2.               | 11:00 | USA – Norge           | 3–6  | 2–4   | 200    | Stadion Zenit    |

### B-VM
B-VM havde deltagelse af ni hold: Letland, Ungarn, Estland, Holland, Japan, Ukraine, Somalia, Tyskland og Mongoliet. Somalia og Tyskland deltog i VM for første gang.
De ni hold var opdelt i to puljer med fire eller fem hold i hver. Puljerne var inddelt efter holdenes placering ved seneste VM, således at de fire højst rangerede hold var placeret i pulje A, mens de øvrige fem hold spillede i pulje B. Begge puljer spillede en enkeltturnering alle-mod-alle. Kampene i pulje A spilledes 2 × 45 minutter, mens kampene i pulje B varede 2 × 30 minutter. De fire hold i pulje A og de fire bedst placerede hold i pulje B gik videre til kvartfinalerne.

#### Indledende runde

##### Pulje A
| Dato  | Tid   | Kamp              | Res.   | Pause | Tilsk. | Spillested       |
| ----- | ----- | ----------------- | ------ | ----- | ------ | ---------------- |
| 27.1. | 12:00 | Holland – Ungarn  | 2–4    | 1–1   | 100    | Stadion Stroitel |
| 27.1. | 17:00 | Letland – Estland | [0]4–4 | 2–3   | 100    | Stadion Stroitel |
| 28.1. | 13:00 | Holland – Letland | 13–10  | 2–5   | 150    | Stadion Stroitel |
| 28.1. | 17:00 | Ungarn – Estland  | [0]4–4 | 2–1   | 150    | Stadion Stroitel |
| 29.1. | 13:00 | Estland – Holland | 4–2    | 3–1   | 0      | Stadion Rekord   |
| 29.1. | 17:00 | Letland – Ungarn  | 7–4    | 4–2   | 100    | Stadion Rekord   |

| Hold    | Kampe | Mål   | Point |
| ------- | ----- | ----- | ----- |
| Letland | 3     | 21–11 | 5     |
| Estland | 3     | 12–10 | 4     |
| Ungarn  | 3     | 12–13 | 3     |
| Holland | 3     | 17–18 | 0     |

##### Pulje B
| Dato  | Tid   | Kamp                 | Res.   | Pause | Tilsk. | Spillested       |
| ----- | ----- | -------------------- | ------ | ----- | ------ | ---------------- |
| 27.1. | 13:00 | Japan – Ukraine      | 2–1    | 0–1   | 250    | Stadion Rekord   |
| 27.1. | 17:00 | Somalia – Tyskland   | 01–22  | 01–10 | 700    | Stadion Zenit    |
| 27.1. | 17:00 | Mongoliet – Japan    | 2–3    | 1–1   | 250    | Stadion Rekord   |
| 28.1. | 13:00 | Ukraine – Somalia    | 13–01  | 7–0   | 500    | Stadion Zenit    |
| 28.1. | 13:00 | Mongoliet – Tyskland | 3–1    | 2–1   | 150    | Stadion Rekord   |
| 28.1. | 17:00 | Japan – Somalia      | 12–01  | 5–0   | 500    | Stadion Zenit    |
| 28.1. | 17:00 | Ukraine – Mongoliet  | 2–7    | 1–3   | 150    | Stadion Rekord   |
| 29.1. | 13:00 | Tyskland – Japan     | [0]4–4 | 2–0   | 400    | Stadion Zenit    |
| 29.1. | 17:00 | Tyskland – Ukraine   | 3–8    | 2–3   | 450    | Stadion Zenit    |
| 29.1. | 17:00 | Somalia – Mongoliet  | 01–12  | 0–6   | 1.000  | Stadion Stroitel |

| Hold      | Kampe | Mål   | Point |
| --------- | ----- | ----- | ----- |
| Japan     | 4     | 21–71 | 7     |
| Mongoliet | 4     | 24–70 | 6     |
| Ukraine   | 4     | 24–12 | 4     |
| Tyskland  | 4     | 30–16 | 3     |
| Somalia   | 4     | 02–59 | 0     |

#### Placerings- og finalekampe

##### Finalekampe
| Dato               | Tid   | Kamp               | Res. | Pause | Tilsk. | Spillested       |
| ------------------ | ----- | ------------------ | ---- | ----- | ------ | ---------------- |
| Kvartfinaler       |       |                    |      |       |        |                  |
| 30.1.              | 13:00 | Letland – Tyskland | 9–3  | 5–2   | 100    | Stadion Rekord   |
| 30.1.              | 17:00 | Estland – Ukraine  | 5–1  | 3–1   | 200    | Stadion Zenit    |
| 30.1.              | 17:00 | Ungarn – Mongoliet | 5–4  | 4–2   | 130    | Stadion Rekord   |
| 30.1.              | 17:00 | Holland – Japan    | 2–3  | 1–2   | 250    | Stadion Stroitel |
| Semifinaler        |       |                    |      |       |        |                  |
| 31.1.              | 12:00 | Letland – Japan    | 8–0  | 2–0   | 200    | Stadion Zenit    |
| 31.1.              | 12:00 | Estland – Ungarn   | 5–2  | 3–0   | 150    | Stadion Stroitel |
| Kamp om 3.-pladsen |       |                    |      |       |        |                  |
| 1.2.               | 16:30 | Japan – Ungarn     | 2–6  | 0–5   | 300    | Stadion Zenit    |
| Finale             |       |                    |      |       |        |                  |
| 1.2.               | 17:00 | Letland – Estland  | 8–2  | 4–0   | 200    | Stadion Stroitel |

##### Kampe om 5.- til 9.-pladsen
| Dato               | Tid   | Kamp                | Res.  | Pause | Tilsk. | Spillested     |
| ------------------ | ----- | ------------------- | ----- | ----- | ------ | -------------- |
| Kamp om 7.-pladsen |       |                     |       |       |        |                |
| 31.1.              | 17:00 | Tyskland – Ukraine  | 5–4   | 12–10 | 150    | Stadion Rekord |
| Kamp om 5.-pladsen |       |                     |       |       |        |                |
| 31.1.              | 17:00 | Mongoliet – Holland | 2–3   | 01–21 | 200    | Stadion Zenit  |
| Kamp om 8.-pladsen |       |                     |       |       |        |                |
| 31.1.              | 20:00 | Ukraine – Somalia   | 13–10 | 12–10 | 500    | Stadion Trud   |

### Samlet rangering
| Plac.  | Hold         |
| ------ | ------------ |
| Guld   | Rusland      |
| Sølv   | Sverige      |
| Bronze | Kasakhstan   |
| 4.     | Finland      |
| 5.     | Norge        |
| 6.     | USA          |
| 7.     | Hviderusland |
| 8.     | Canada       |
| 9.     | Letland      |
| 10.    | Estland      |
| 11.    | Ungarn       |
| 12.    | Japan        |
| 13.    | Holland      |
| 14.    | Mongoliet    |
| 15.    | Tyskland     |
| 16.    | Ukraine      |
| 17.    | Somalia      |